# 香川県道123号引田港線
香川県道123号引田港線（かがわけんどう123ごう ひけたこうせん）は、香川県東かがわ市を通る一般県道である。

## 概要
引田港から東かがわ市引田に至る。

### 路線データ
- 起点：香川県東かがわ市引田（引田港）
- 終点：香川県東かがわ市引田（香川県道122号津田引田線交点）
- 総延長：約360 m

## 地理

### 通過する自治体
- 東かがわ市

### 交差する道路
| 交差する道路            | 交差する場所 | 交差する場所 |
| ----------------------- | ------------ | ------------ |
| 香川県道122号津田引田線 | 引田         | 終点         |

### 沿線
- 引田港